# Paula Irvine
Paula Irvine (Hollywood, 22 giugno 1968) è un'attrice statunitense, nota per aver interpretato il ruolo di Liz Renoylds nel film horror Fantasmi II.
Dal 1994 ha lasciato la carriera di attrice.

## Filmografia

### Cinema
- Party Camp - Una vacanza bestiale (Party Camp), regia di Gary Graver (1987)
- Galeotti sul pianeta Terra (Doin' Time on Planet Earth), regia di Charles Matthau (1988)
- Fantasmi II (Phantasm II), regia di Don Coscarelli (1988)
- Fantasmi III - Lord of the Dead (Phantasm III: Lord of the Dead), regia di Don Coscarelli (1994)

### Televisione
- CBS Schoolbreak Special – serie TV, episodi 4x03 (1987)
- Il motel della paura (Bates Motel), regia di Richard Rothstein – film TV (1987)
- Un anno nella vita (A Year in the Life) – serie TV, episodi 1x02-1x04 (1987)
- Bluegrass, regia di Simon Wincer – film TV (1988)
- The Super Mario Bros. Super Show! – serie TV, episodi 1x35 (1989)
- Genitori in blue jeans (Growing Pains) – serie TV, episodi 5x21 (1990)
- Beverly Hills 90210 – serie TV, episodi 1x03 (1990)
- Santa Barbara – serie TV, 48 episodi (1991-1993)
- Renegade – serie TV, episodi 2x12 (1994)